# Severo Calzetta da Ravenna

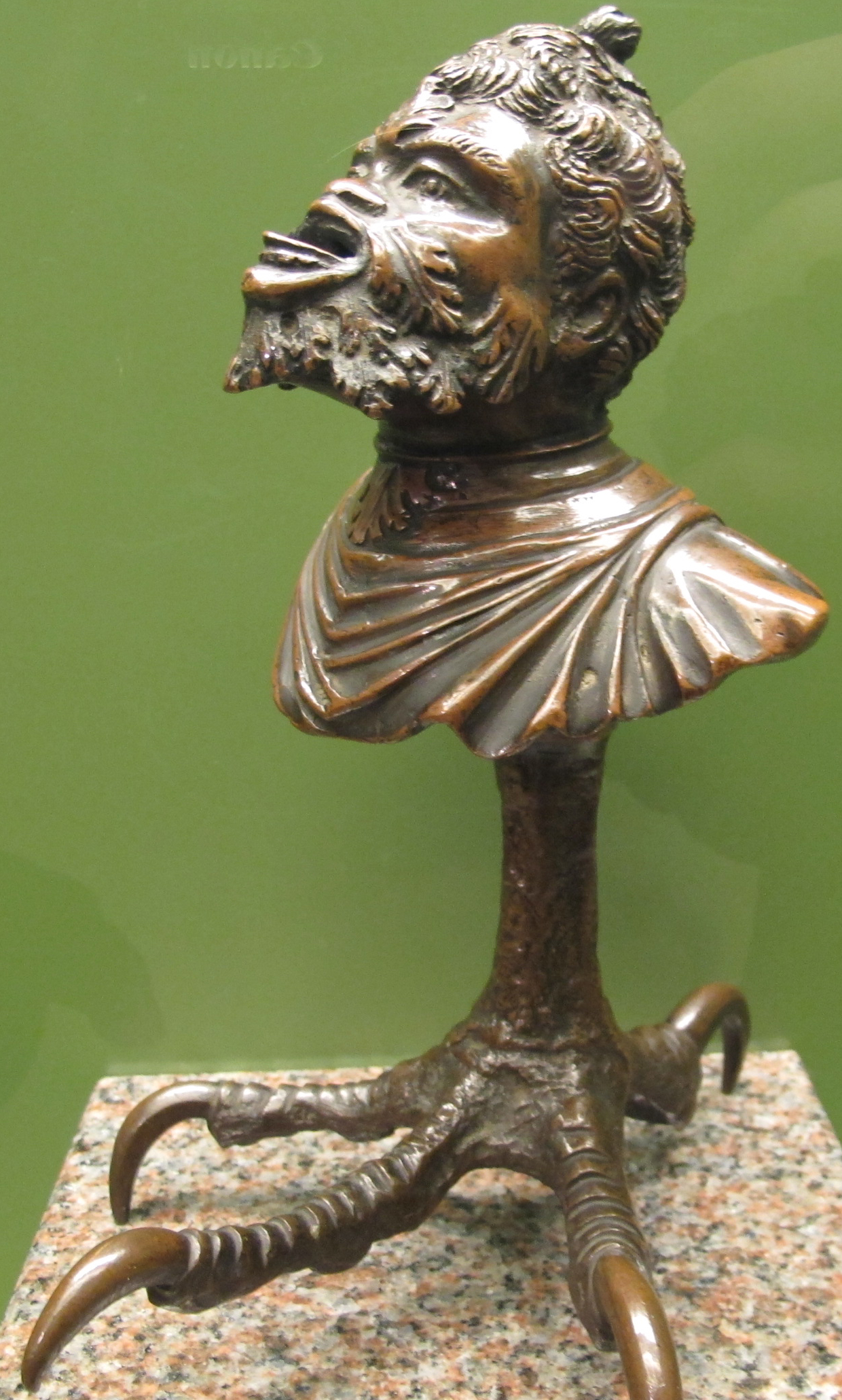
Lámpara con busto de sátiro y garra de ave (Bode-Museum, Berlín).

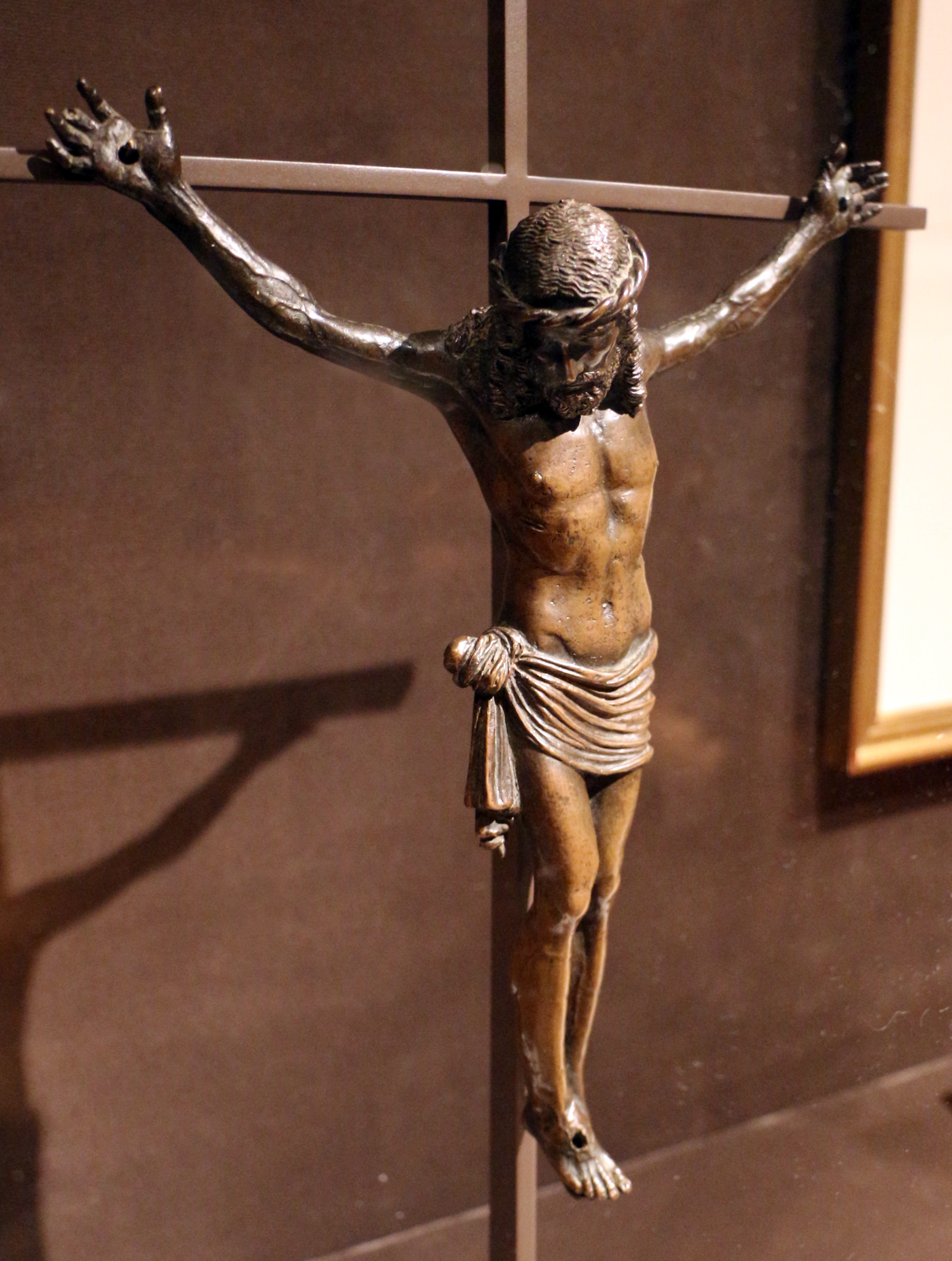
Cristo crucificado (Cleveland Museum of Art).

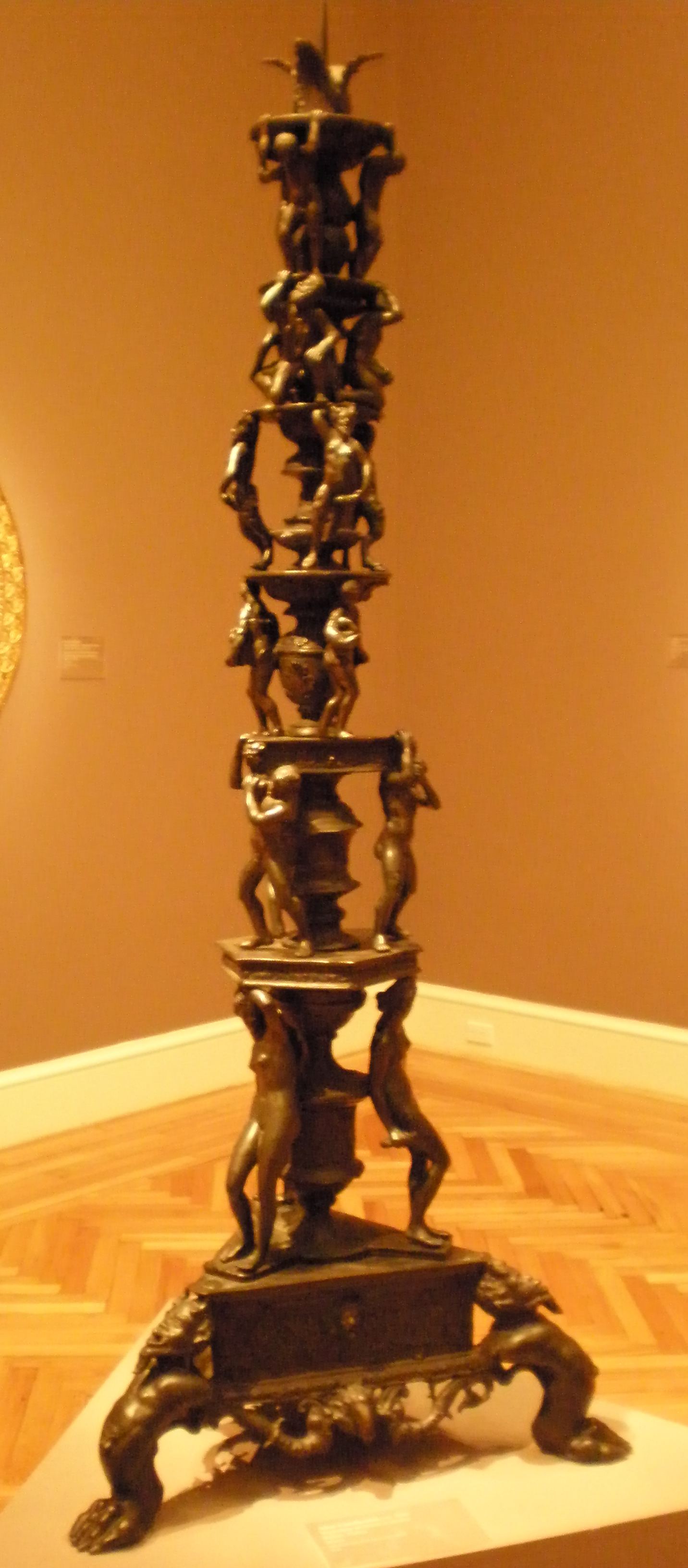
Candelabro de altar, del taller de Severo Calzetta da Ravenna (Legion of Honor, San Francisco).

Severo Calzetta da Ravenna o Severo di Domenico Calzetta fue un escultor italiano activo entre ca. 1496 y ca. 1543, en la época del Renacimiento pleno y el Manierismo. Se supone que realizó su aprendizaje en Padua, Ferrara y Rávena (que es donde aparece documentado primero, en 1496). Aunque se especializó en pequeñas esculturas de bronce, su única obra documentada con total certeza es un mármol con el tema de San Juan Bautista, firmado por él mismo y encargado en 1500 para la entrada a la capilla de San Antonio de la basílica de San Antonio de Padua, donde permanece. Produjo también otras obras religiosas, como el Corpus de un crucifijo conservado actualmente en el Cleveland Museum of Art; pero la mayor parte de su producción parece haber sido de tema mitológico, como dragones y sátiros, así como objetos de uso como tinteros, candelabros y lámparas de aceite. Pomponius Gauricus le menciona en su capítulo sobre bronces de su obra De sculptura (1504), sin identificar obras concretas.
Como prueba de su convincente estilo all'antica ("a lo antiguo") está el hecho de que un busto de bronce de un hombre barbado vistiendo una toga, en la colección del Rijksmuseum, fue durante mucho tiempo considerado una obra de época romana. Sigue siendo de difícil atribución, dudándose entre él y Tullio Lombardo.
Algunas de sus obras fueron propiedad de Marcantonio Michiel, pues aparecen en el inventario realizado a la muerte de este coleccionista veneciano (1552). También poseyó obras suyas Isabel de Este.

## Otras obras
- San Cristóbal llevando a Cristo Niño con el Orbe, ca. 1500-1509. Las dos figuras se han separado, y sus identidades se confundieron, tomándose el San Cristóbal por un Atlas (Musée du Louvre, París) y el Cristo Niño por un niño con una bola (National Gallery, Londres), hasta su identificación por Bertrand Jestaz.[2]
- Neptuno sobre un monstruo marino, ca. 1500-1510, bronce (Detroit Institute of Arts).[3]
- Venus púdica, comienzos del siglo XVI, inspirada en obras helenísticas o de Praxíteles, como la Venus Félix o la Afrodita de Cnido.[4]
- Tintero y candelabro con el tema de Hércules matando a las serpientes, ca. 1510-1520,[5] Sátiro arrodillado, ca. 1520,[6] Thetis corriendo, ca. 1527,[7] y hasta siete bronces en el Cleveland Museum of Art[8] (incluyendo el citado Corpus de un crucifijo).
- Espinario, primer cuarto del siglo XVI, inspirado en el Espinario helenístico.[9]
- Cleopatra, primer cuarto del siglo XVI (Metropolitan Museum of Art, Nueva York),[10] y otras 37 obras en el mismo museo.[11]
- San Sebastián, ca. 1520, bronce (National Gallery of Art, Washington DC);[12] y otros nueve bronces en el mismo museo.[13]
- Cupido alado, Hércules con clava, Lámpara de aceite en forma de cabeza de moro y otros siete bronces atribuidos a él o a su taller, datados genéricamente en el siglo XVI (Museo Civico Amedeo Lia, La Spezia).[14]
- Sátiro arrodillado, Tritón con concha, David vencedor de Goliath y hasta quince obras, sin datar, incluyendo el citado San Cristóbal[15] (Musée du Louvre).[16]
- Tritón, Niño con concha, Mujer con cornucopia y hasta catorce obras datadas genéricamente en el siglo XVI (Staatliche Museen zu Berlin, entre ellos el Bode).[17]

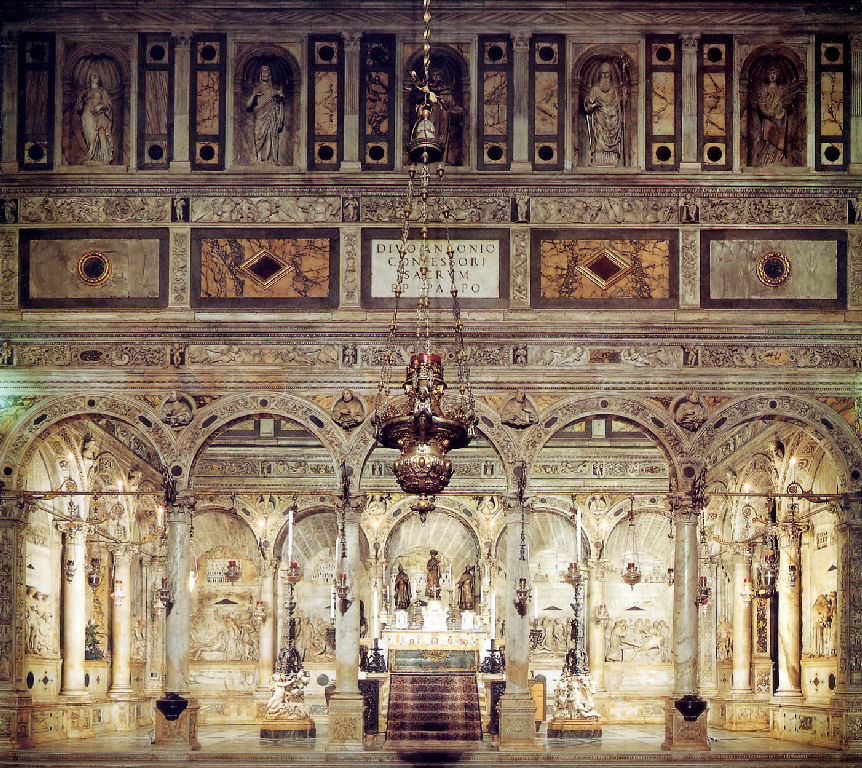
La Capilla del Arca de San Antonio de Padua. La obra encargada y realizada por Severo Calzetta da Ravenna es la escultura de mármol en bulto redondo de San Juan Bautista (segunda por la izquierda, en las hornacinas de la parte superior).